# Lluís Escaler i Espunyes
Lluís Escaler i Espunyes (Oliana, l'Alt Urgell, 3 de febrer de 1897 - Barcelona, 23 d'abril de 1939) fou un polític català.
Fill de Francesc Escaler i Espuñes i de Victòria Espuñes i Orrit, nasqué el 3 de febrer de 1897 al mas de Ca l'Escaler d'Oliana, en una família en què fou el vuitè d'onze germans. De jove es traslladà a Barcelona, on estudià peritatge agrònom i s'interessà per la política. Inicialment, fou simpatitzant de la Lliga Regionalista, però el carisma de Domènec Martí i Julià el va portar a militar en la Unió Catalanista, de la qual passà el 1919 a la Federació Democràtica Nacionalista i el 1922 a Estat Català. Disconforme amb l'actuació de Francesc Macià el 1931, deixà el partit i ingressà a Nosaltres Sols, alhora que col·laborava amb el Centre Comarcal Lleidatà i en l'Associació Protectora de l'Ensenyança Catalana. S'interessà per l'etnografia, la filologia i el folklore, la qual cosa el portà a recollir oracions populars, salutacions, cançons de ronda, corrandes, codolades i escomeses.
El 6 de febrer de 1939 fou detingut per les tropes franquistes, condemnat a pena de mort i executat el 23 d'abril de 1939 al camp de la Bota, al costat de Domènec Latorre i Soler, Daniel Cochs i Mogas i set militants catalanistes més.